# 楊燦 (羽毛球運動員)
杨灿（2001年11月25日—），加拿大華裔男子羽毛球運動員。

## 簡歷
杨灿在加拿大出生及長大，因為喜歡羽毛球運動並在父母的支持下開始訓練，在2017年於蘇利南羽毛球國際賽贏得第一座成人組賽事冠軍。2018年，楊燦在第三屆青奧會羽球比賽贏得混合團體金牌。

## 主要比賽成績
只列出曾進入準決賽的國際賽事成績：
| 年份   | 賽事                         | 公開賽級別 | 項目     | 拍檔         | 成績   |
| ------ | ---------------------------- | ---------- | -------- | ------------ | ------ |
| 2016年 | 泛美洲青年羽毛球錦標賽       | 其他       | 混合團體 | －           | 冠軍   |
| 2016年 | 泛美洲青年羽毛球錦標賽       | 其他       | 男子雙打 | Desmond Wang | 冠軍   |
| 2016年 | 泛美洲青年羽毛球錦標賽       | 其他       | 混合雙打 | 卡蒂·何舒    | 冠軍   |
| 2017年 | 泛美洲青年羽毛球錦標賽       | 其他       | 混合團體 | －           | 亞軍   |
| 2017年 | 泛美洲青年羽毛球錦標賽       | 其他       | 男子單打 | －           | 冠軍   |
| 2017年 | 泛美洲青年羽毛球錦標賽       | 其他       | 混合雙打 | 卡蒂·何舒    | 冠軍   |
| 2017年 | 蘇利南羽毛球國際賽           | 國際系列賽 | 男子單打 | －           | 冠軍   |
| 2017年 | 美國羽毛球國際挑戰賽         | 國際挑戰賽 | 混合雙打 | Olivia Lei   | 準決賽 |
| 2018年 | 泛美洲羽毛球男女子團體錦標賽 | 其他       | 男子團體 | －           | 冠軍   |
| 2018年 | 泛美洲青年羽毛球錦標賽       | 其他       | 混合團體 | －           | 冠軍   |
| 2018年 | 青年奧林匹克運動會羽球比賽   | 其他       | 混合團體 | －           | 金牌   |
| 2018年 | 薩爾瓦多羽毛球國際賽         | 未來系列賽 | 男子單打 | －           | 冠軍   |
| 2018年 | 薩爾瓦多羽毛球國際賽         | 未來系列賽 | 混合雙打 | 凱瑟琳·蔡    | 冠軍   |
| 2019年 | 泛美洲羽毛球混合團體錦標賽   | 其他       | 混合團體 | －           | 冠軍   |
| 2019年 | 巴西羽毛球國際挑戰賽         | 國際挑戰賽 | 男子單打 | －           | 亞軍   |
| 2019年 | 秘魯羽毛球未來系列賽         | 未來系列賽 | 男子單打 | －           | 亞軍   |
| 2019年 | 秘魯羽毛球國際賽             | 國際系列賽 | 男子單打 | －           | 冠軍   |
| 2019年 | 泛美洲青年羽毛球錦標賽       | 其他       | 男子單打 | －           | 冠軍   |
| 2019年 | 泛美洲青年羽毛球錦標賽       | 其他       | 男子雙打 | 錢守政       | 冠軍   |
| 2019年 | 泛美洲青年羽毛球錦標賽       | 其他       | 混合雙打 | 凱瑟琳·蔡    | 冠軍   |
| 2019年 | 泛美運動會羽毛球比賽         | 其他       | 男子單打 | －           | 銀牌   |
| 2019年 | 聖多明哥羽毛球公開賽         | 國際系列賽 | 男子單打 | －           | 冠軍   |
| 2019年 | 蘇利南羽毛球國際賽           | 國際系列賽 | 男子單打 | －           | 冠軍   |
| 2019年 | 土耳其羽毛球公開賽           | 國際系列賽 | 男子單打 | －           | 亞軍   |
| 2020年 | 泛美洲羽毛球男女子團體錦標賽 | 其他       | 男子團體 | －           | 冠軍   |
| 2020年 | 牙買加羽毛球國際賽           | 國際系列賽 | 男子單打 | －           | 準決賽 |
| 2020年 | 薩洛盧羽毛球公開賽           | 超級100賽  | 男子單打 | －           | 準決賽 |
| 2021年 | 秘魯羽毛球國際賽             | 國際系列賽 | 男子單打 | －           | 冠軍   |
| 2021年 | 泛美洲羽毛球錦標賽           | 其他       | 男子單打 | －           | 冠軍   |
| 2021年 | 丹麥羽毛球大師賽             | 國際挑戰賽 | 男子單打 | －           | 冠軍   |
| 2022年 | 印度羽毛球公開賽             | 超級500賽  | 男子單打 | －           | 準決賽 |
| 2022年 | 泛美洲羽毛球男女子團體錦標賽 | 其他       | 男子團體 | －           | 冠軍   |
| 2022年 | 泛美洲羽毛球錦標賽           | 其他       | 男子單打 | －           | 亞軍   |
| 2022年 | 加拿大羽毛球國際挑戰賽       | 國際挑戰賽 | 男子單打 | －           | 亞軍   |
| 2023年 | 泛美洲羽毛球混合團體錦標賽   | 其他       | 混合團體 | －           | 冠軍   |
| 2023年 | 泛美洲羽毛球錦標賽           | 其他       | 男子單打 | －           | 冠軍   |
| 2023年 | 泛美運動會羽毛球比賽         | 其他       | 男子單打 | －           | 金牌   |
| 2023年 | 加拿大羽毛球國際挑戰賽       | 國際挑戰賽 | 男子單打 | －           | 冠軍   |
| 2024年 | 印尼羽毛球大師賽             | 超級500賽  | 男子單打 | －           | 亞軍   |
| 2024年 | 泛美洲羽毛球男女子團體錦標賽 | 其他       | 男子團體 | －           | 冠軍   |
| 2024年 | 泛美洲羽毛球錦標賽           | 其他       | 男子單打 | －           | 季軍   |
| 2024年 | 加拿大羽毛球國際挑戰賽       | 國際挑戰賽 | 男子單打 | －           | 冠軍   |
| 2025年 | 泛美洲羽毛球混合團體錦標賽   | 其他       | 混合團體 | －           | 冠軍   |
| 2025年 | 泛美洲羽毛球錦標賽           | 其他       | 男子單打 | －           | 季軍   |
| 2025年 | 美國羽毛球公開賽             | 超級300賽  | 男子單打 | －           | 亞軍   |

| 2007-2017年 | 首要超級賽 | 超級賽 | 黃金大獎賽 | 大獎賽 | 國際挑戰賽 | 國際系列賽 | 未來系列賽 | 其他 |

| 2018-2026年 | 總決賽 | 超級1000賽 | 超級750賽 | 超級500賽 | 超級300賽 | 超級100賽 | 國際挑戰賽 | 國際系列賽 | 未來系列賽 | 其他 |

### 奧運會和世錦賽參賽紀錄
|          | 2020       | 2021 | 2023 | 2024       |
| -------- | ---------- | ---- | ---- | ---------- |
| 男子單打 | 小組第三名 | 16強 | 32強 | 小組第二名 |